# Arkadij (Karpynskyj)
Arkadij (světským jménem: Arkadij Kostjantynovyč Karpynskyj; 26. ledna 1851, Novohrad-Volynskyj – 30. srpna 1913, Valdaj) byl ukrajinský duchovní Ruské pravoslavné církve a biskup rjazaňský a zarajský.

## Život
Narodil se 26. ledna 1851 v Novohradu-Volynským jako syn kněze.
Studoval na Děrmanském duchovním učilišti a poté na Volyňském duchovním semináři.
Dne 28. července 1877 dokončil Moskevskou duchovní akademii. Dostal právo vyučovat na kterémkoliv semináři a začal učit na Klevaňském duchovním učilišti (dříve Děrmanské).
V září 1879 zřídil kolej pro studenty eparchie a 1. listopadu 1879 otevřel nemocnici pro studenty. Dál také do pořádku knihovnu, kterou doplnil o nové knihy. 
Byl dvorním a poté státním radou.
Na začátku roku 1887 ovdověl.
Roku 1888 nechal při učilišti vystavět chrám.
Dne 5. září 1889 byl jmenován inspektorem Mogilevského duchovního semináře. Zde také přednášel Písmo svaté.
V letech 1891–1893 působil jako rektor semináře.
Dne 20. března 1893 byl v chrámu Vzkříšení Krista biskupem mogilevským Irynejem (Ordou) postřižen na monacha se jménem Arkadij na počest svatého Arkadia Konstantinopolského. O den později byl rukopoložen na hierodiakona a 25. března na jeromonacha.
Od 20. března do 6. září 1893 byl členem Mogilevské eparchiální školské rady a poté byl do roku 1895 jejím předsedou.
Dne 6. září 1893 byl jmenován rektorem Volyňského duchovního semináře a o měsíc později rektorem Mogilevského duchovního semináře. Dne 17. září byl povýšen na archimandritu.
Dne 26. května 1895 se stal rektorem Novgorodského duchovního semináře a 14. června také představeným monastýru Antoniev.
Dne 16. září 1896 jej Nejsvětější synod zvolil biskupem balachninským, vikářem nižněnovgorodské eparchie a představeným Pečerského monastýru. Dne 6. října proběhla v chrámu Svaté Trojice Alexandro-Něvské lávry jeho biskupská chirotonie.
Dne 9. listopadu 1897 byl ustanoven biskupem turkestánským a taškentským.
V letech 1898–1903 byl členem Imperiální pravoslavné palestinské společnosti.
Dne 18. prosince 1902 se stal biskupem rjazaňským a zarajským.
Během rusko-japonské války opakovaně inicioval shromažďování darů pro potřeby fronty.
V červenci 1906 byl pro svůj zdravotní stav na 2 měsíce uvolněn ze správy eparchie. Dne 1. října byla doba prodloužena o 1 měsíc. Dekretem synodu ze dne 3. listopadu 1906 byl penzionován do Valdajského Iverského monastýru.
Zemřel 30. srpna 1913.